# Віджаясена (правитель саків)
Віджаясена — сакський правитель з династії Західні Кшатрапи. Був одним з чотирьох синів Дамасени. 242 року владу ненадовго узурпував Ісварадата, але вже за рік Віджаясена повернув собі престол. Спадкоємцем Віджаясени став Дамаджадасрі III.